# حکیمی (جماعت)
حکیمی جماعت و شهرکی در کشور تاجیکستان است که در ناحیهٔ نورآباد ناحیه‌های تابع جمهوری قرار دارد. جمعیت این جماعت ۱۰۱۶۳ است.